# 真白之音
《真白之音》（日语：ましろのおと）是日本漫畫家羅川真里茂於講談社《月刊少年Magazine》所連載的津輕三味線漫畫。其標題亦有「純白音符」（ましろノート）之意。
漫畫於2010年1月在《月刊少年Magazine》刊登短篇，同年5月号連載化。這部作品是該作者第一次於少年漫畫雜誌上連載的作品。2012年獲得講談社漫畫賞少年向部門賞，日本「漫畫大賞2011（マンガ大賞2011）」提名及「這本漫畫真厲害！2012」少年漫畫第三名。

## 故事簡介
本作男主角澤村雪，在津輕三味線的恩師（外祖父松吾郎）離世後，為了找尋「自己的音」而帶著三味線隻身由故郷到東京生活。初到東京的雪，不適應城市的喧鬧及燈光，不慎捲入一群混混的騷亂，幸虧一女子及時相助，還收留雪，使雪免於流落街頭，並得以繼續尋找屬於自己的津輕三味線音色。

## 登場人物

### 東京都梅園學園
澤村雪（聲：島崎信長、石原夏織（幼少期））
本故事主角，其故郷位於青森縣。
自小浸淫於其外祖父用津輕三味線所彈奏的音樂當中，當這位亦親亦師的家人去世後驀然決定離家出走。
在就讀高一時輟學，到東京後因為其母親梅子的關係而轉學到梅園學園唸書。
第一屆津輕三味線甲子園松吾郎杯個人組季軍。
前田朱利（聲：宮本侑芽）
雪於梅園學園所認識的同學，是三味線學會的唯一會員。
山里結（聲：近藤玲奈）
朱利的朋友。
矢口海人（聲：岡本信彥）
朱利的朋友。

### 澤村雪的家人
澤村若菜（聲：細谷佳正、（幼少期））
雪的哥哥，同時是津輕三味線的演奏者。
澤村松吾郎（聲：麻生智久）
雪與若菜的外祖父，已故。同時是兄弟二人的津輕三味線師傅。
花了三十年時間才完成即興曲「春曉」。
澤村梅子（聲：本田貴子）
雪和若菜的母親，因工作關係而把若菜和雪兩兄弟交給松吾郎照顧。
兄弟二人都直呼她的名字。

### 青森縣青葉第一高中
田沼總一
田沼舞的哥哥。
弘前A級比賽亞軍，第一屆津輕三味線甲子園松吾郎杯個人組冠軍。
田沼舞
田沼總一的妹妹。

### 福岡縣東邦學院
荒川潮
第一屆津輕三味線甲子園松吾郎杯個人組亞軍。

### 民謠居酒屋竹之華
三吉竹千代
年齡不明，居酒屋老闆娘。
大河鐵雄
29歲，居酒屋演奏者。
追一大
26歲，居酒屋演奏者，擅長笛子。有在電視節目或大賽進行伴奏。
三島勳/三島撫子
22歲，居酒屋演奏者，兩人是雙胞胎是菊乃流宗主的孩子，擅長太鼓也喜歡開玩笑。
江戶鮎
28歲，居酒屋演奏者，擅長太鼓、唱歌及舞蹈。未來想在老家愛知縣開店。
沙上麻仁
與唱片公司簽約的職業民謠歌手，也出席過不少活動。

## 出版書籍
| 集數 | 講談社         | 講談社                                                  | 東立出版社     | 東立出版社             |
| 集數 | 發售日期       | ISBN                                                    | 發售日期       | ISBN                   |
| ---- | -------------- | ------------------------------------------------------- | -------------- | ---------------------- |
| 1    | 2010年10月15日 | ISBN 978-4-06-371261-2                                  | 2013年9月4日   | ISBN 978-986-332-198-9 |
| 2    | 2010年12月17日 | ISBN 978-4-06-371266-7                                  | 2013年10月18日 | ISBN 978-986-332-199-6 |
| 3    | 2011年4月15日  | ISBN 978-4-06-371281-0                                  | 2013年11月26日 | ISBN 978-986-332-200-9 |
| 4    | 2011年9月16日  | ISBN 978-4-06-371298-8                                  | 2014年1月9日   | ISBN 978-986-332-201-6 |
| 5    | 2012年1月17日  | ISBN 978-4-06-371316-9 ISBN 978-4-06-358379-3（特裝版） | 2014年2月13日  | ISBN 978-986-332-202-3 |
| 6    | 2012年6月15日  | ISBN 978-4-06-371334-3 ISBN 978-4-06-362221-8（特裝版） | 2014年3月21日  | ISBN 978-986-332-203-0 |
| 7    | 2012年11月16日 | ISBN 978-4-06-371353-4                                  | 2014年7月3日   | ISBN 978-986-332-204-7 |
| 8    | 2013年4月17日  | ISBN 978-4-06-371371-8 ISBN 978-4-06-358438-7（特裝版） | 2014年8月20日  | ISBN 978-986-332-481-2 |
| 9    | 2013年10月17日 | ISBN 978-4-06-371393-0                                  | 2014年12月9日  | ISBN 978-986-337-665-1 |
| 10   | 2014年2月17日  | ISBN 978-4-06-371411-1                                  | 2015年3月5日   | ISBN 978-986-348-500-1 |
| 11   | 2014年6月17日  | ISBN 978-4-06-371425-8                                  | 2015年7月13日  | ISBN 978-986-365-228-1 |
| 12   | 2014年10月17日 | ISBN 978-4-06-371443-2                                  | 2015年11月23日 | ISBN 978-986-382-062-8 |
| 13   | 2015年4月17日  | ISBN 978-4-06-371466-1                                  |                |                        |
| 14   | 2015年8月17日  | ISBN 978-4-06-371479-1                                  |                |                        |
| 15   | 2016年2月17日  | ISBN 978-4-06-392510-4                                  |                |                        |
| 16   | 2016年10月17日 | ISBN 978-4-06-392558-6                                  |                |                        |
| 17   | 2017年3月17日  | ISBN 978-4-06-392572-2                                  |                |                        |
| 18   | 2017年7月14日  | ISBN 978-4-06-392594-4                                  |                |                        |
| 19   | 2017年11月17日 | ISBN 978-4-06-510443-9                                  |                |                        |
| 20   | 2018年4月17日  | ISBN 978-4-06-511296-0                                  |                |                        |
| 21   | 2018年10月17日 | ISBN 978-4-06-513377-4 ISBN 978-4-06-512846-6（特裝版） |                |                        |
| 22   | 2019年2月15日  | ISBN 978-4-06-514490-9                                  |                |                        |
| 23   | 2019年7月17日  | ISBN 978-4-06-516590-4                                  |                |                        |
| 24   | 2019年11月15日 | ISBN 978-4-06-517627-6                                  |                |                        |
| 25   | 2020年5月15日  | ISBN 978-4-06-519297-9                                  |                |                        |
| 26   | 2020年11月17日 | ISBN 978-4-06-521495-4                                  |                |                        |
| 27   | 2021年3月17日  | ISBN 978-4-06-522731-2                                  |                |                        |
| 28   | 2021年7月15日  | ISBN 978-4-06-523932-2                                  |                |                        |

## 電視動畫
2020年8月宣佈電視動畫化，於2021年4月在「Animeism」時段播出。

### 製作人員
- 原作：羅川真里茂
- 監督：赤城博昭
- 系列構成：加藤還一
- 角色設計：真島次郎
- 津輕三味線監修：吉田兄弟
- 動畫製作：新銳動畫
- 製作：真白之音製作委員會

### 主題曲
片頭曲
「BLIZZARD」（第2話－第5話、第12話）
作詞、作曲：熊谷和海，編曲：井上薰、熊谷和海，主唱：BURNOUT SYNDROMES
（第6話－第11話）
主唱：BURNOUT SYNDROMES
片尾曲（第1話－第2話、第4話－第12話）
作詞、主唱：加藤米莉亞，作曲、編曲：加藤米莉亞、吉田兄弟、Carlos K.

### 各話列表
| 話數     | 日文標題 | 中文標題   | 劇本     | 分鏡       | 演出                       | 作畫監督 | 總作畫監督                                          |
| -------- | -------- | ---------- | -------- | ---------- | -------------------------- | --- | --------------------------------------------------- |
| 第一話   |          | 寂寞       | 加藤還一 | 赤城博昭   | 村田尚樹                   | 江森真理子、徳田夢之助、Son gil young 秦洋美、中野慎哉、富山大輔、前田義宏 、福田瑞穂、渡邉慶子、阿曽仁美 高橋孝、茂木啄次、   | 、依田正彦 近藤奈都子、川島尚                       |
| 第二話   |          | 蘋果花     | 加藤還一 | 吉川博明   |                            | 依田正彦、渡邉慶子、福田瑞穂 前田義宏、岩永大蔵                                                                                | 依田正彦、 近藤奈都子、                             |
| 第三話   |          | 驟雨       | 加藤還一 | 稻垣隆行   | 鈴木卓夫                   | 山村俊了、中島美子、江森真理子 渡邉慶子、吉田和香子、茂木啄次                                                                  | 川島尚、                                            |
| 第四話   |          | 春天的拂曉 |          | 吉川博明   | 平田政宗                   | 大豆一博 | 川島尚、                                            |
| 第五話   |          | 合奏       | 福田裕子 | 稻垣隆行   | 渡邊正彦                   | 入江健司、池津寿恵、福田瑞穂                                                                                                   | 依田正彦、 近藤奈都子、川島尚                       |
| 第六話   |          | 故里       | 加藤環一 | 岡本英樹   | 高橋雅和                   | 柳瀬譲二 | 川島尚、近藤奈都子、                                |
| 第七話   |          | 風         | 福田裕子 | 稻垣隆行   | 浅見松雄                   | 川重希 | 、 依田正彦、川島尚、近藤奈都子                     |
| 第八話   |          | 音叉       |          | 藤井康晶   | 藤井康晶                   | 片岡恵美子、吉田和香子、渡邉慶子 前田義宏、江森真理子、阿曽仁美 、茂木啄次、福田瑞穂 Jingon Kim、Yunjeong Kim                  | 近藤奈都子、高原修司、                              |
| 第九話   |          | 飛舞的雪花 | 吉川博明 | 村田尚樹   | 大川義史、森悦史、茂木啄次 | 依田正彦、川島尚 、近藤奈都子                                                                                                  |                                                     |
| 第十話   |          | 山風       | 福田裕子 | 大地丙太郎 | 又野弘道                   | Lee jae han、茂木啄次、 | 川島尚、、近藤奈都子                                |
| 第十一話 |          | 記憶       | 加藤環一 |            |                            | 片岡恵美子、、 橋本真希、阿曽仁美、江森真理子、 渡邉慶子、吉田和香子、福田瑞穂、 前田義宏、高橋孝、、 金潤廷、久慈陽子、金泰坤 | 、近藤奈都子、川島尚、 依田正彦、高原修司、茂木啄次 |
| 第十二話 |          | 真白之音   | 加藤環一 | 白幡良志之 | 白幡良志之                 | 小川貴弘、阿曽仁美、高橋孝橋、 本真希、福田瑞穂、中野江美子、 茂木啄次、吉田和香子、江森真理子、 伊澤珠美、三浦春樹            | 依田正彦、、 高原修司、川島尚                       |

### 播放電視台
| 播放地區   | 播放電視台 | 播放日期                    | 播放時間（UTC+9）         | 備註     |
| ---------- | ---------- | --------------------------- | ------------------------- | -------- |
| 近畿廣域圈 | 每日放送   | 2021年4月3日－2021年6月19日 | 星期六 02時25分－02時55分 |          |
| 關東廣域圈 | TBS電視台  | 2021年4月3日－2021年6月19日 | 星期六 02時25分－02時55分 |          |
| 日本全國   | BS-TBS     | 2021年4月3日－2021年6月19日 | 星期四 21時30分－22時00分 | 衛星電視 |

## 外部連結
- 《月刊少年Magazine》官方網站 － 真白之音 （页面存档备份，存于）（日語）
- 「真白之音」公式的X（前Twitter）
- 電視動畫「真白之音」官方網頁 （页面存档备份，存于）（日語）
- 「真白之音」電視動畫公式的X（前Twitter）